# Колобов, Николай Максимович
Николай Максимович Колобов — советский хозяйственный, государственный и политический деятель, Герой Социалистического Труда.

## Биография
Родился в 1919 году в Змиёвском районе. Член КПСС.
Участник Великой Отечественной войны. С 1946 года — на хозяйственной, общественной и политической работе. В 1946—1986 гг. — чабан, старший чабан колхоза имени Ленина Новоалександровского района Ставропольского края.
Указом Президиума Верховного Совета СССР от 27 сентября 1974 года присвоено звание Героя Социалистического Труда с вручением ордена Ленина и золотой медали «Серп и Молот».
Умер 12 июля 2009 г. в с Тахта Ипатовского района Ставропольского края.